# Limmie Funk Limited
Limmie Funk Limited es una banda disco que fundó la cantante Limmie Snell, vocalista del grupo funk Limmie And The Family Cookin'. Además de la cantante Snell, también participaron varios miembros que destacarían en posteriores proyectos: Tony Mansfield y Tony Hibbert, después en New Musik, y los hermanos Paul y Robin Simon, luego en Neo.
Según la página web de Ajanta Music, proyecto experimental que formaron los hermanos Simon, se sabe que la banda hizo gira por Inglaterra, pero no se supo nada más.
- Datos: Q5976521